# 稲葉根王子
稲葉根王子（いなばねおうじ）は和歌山県西牟婁郡上富田町にある神社。熊野参詣道中辺路沿いに位置する。九十九王子の一つで、かつ五体王子でもある。稲持王子（『熊野権現金剛蔵王宝殿造功日記』）、稲羽、伊奈波禰とも。和歌山県指定史跡（1958年〈昭和33年〉4月1日指定）。

## 歴史
平安期から記録に見え、『中右記』に「伊奈波禰王子社」とある（天仁2年（1109年）10月22日条）のが史料上の初見である。この後、『明月記』所収の後鳥羽院参詣記建仁元年（1201年）10月13日条に准五体王子、鎌倉時代末期の『熊野縁起』（仁和寺蔵、正中3年〈1326年〉）には五体王子として祀られていたとあるほか、足利義満の側室北野殿の熊野参詣記『熊野詣日記』応永34年（1427年）9月26日条にも五体王子として言及されている。
祭神は稲荷神の姿をした金剛童子であり（『熊野縁起』）、稲荷老翁と円珍が初めて会ったのが稲葉根王子だとの説話が伝わっている（『二十二社註式』）。
近世は岩田村の産土神とされ、本殿は1間四方であった（寛政4年〈1792年〉 『田辺領神社書上帳』）。1915年（大正4年）に岩田神社へ合祀されて翌年に社殿を移されたが、1956年（昭和31年）に旧社地へ分霊を遷座した。